# راينهارد كارل
راينهارد كارل (بالألمانية: Reinhard Karl)‏ هو كاتب ألماني، ولد في 3 نوفمبر 1946 في هايدلبرغ في ألمانيا، وتوفي في 19 مايو 1982 في تشو أويو في نيبال.